# سده ۲ (میلادی)

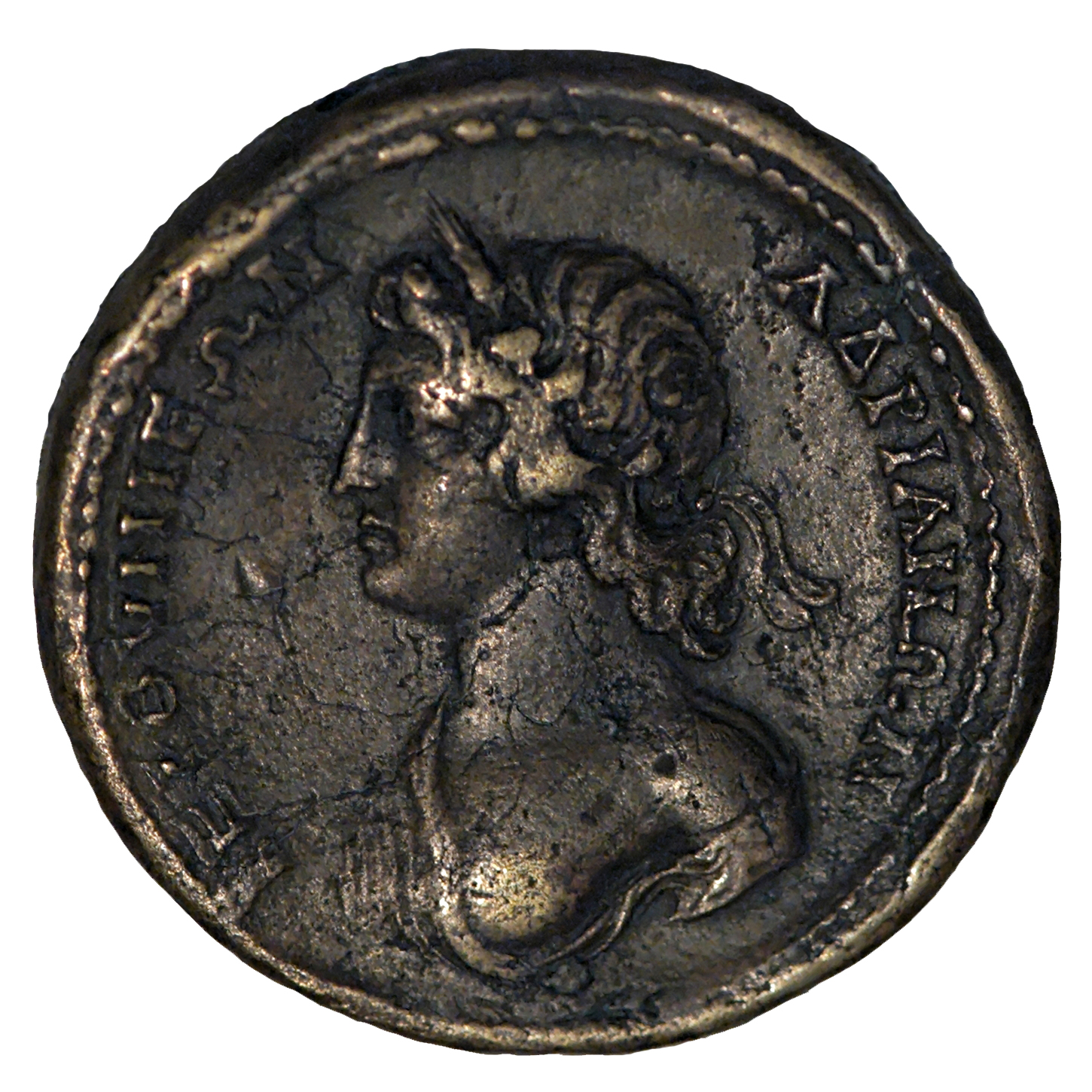
پرترهٔ آنتینوس که کلامیس پوشیده است. مدال نقره از دورهٔ سلطنت هادریان (۱۱۷–۱۳۸ م)، جلو

سدهٔ ۲ میلادی یا قرن دوم میلادی، در تقویم گریگوری به فاصلهٔ سال‌های ۱۰۱ تا ۲۰۰ میلادی گفته می‌شود.
| سده‌ها: | سده ۱ - سده ۲ - سده ۳                   |
| دهه‌ها: | ۱۰۰ ۱۱۰ ۱۲۰ ۱۳۰ ۱۴۰ ۱۵۰ ۱۶۰ ۱۷۰ ۱۸۰ ۱۹۰ |

## رویدادها
- دوره فرمانروایی پنج امپراتور روم:نروا، تراژان، هادریان، آنتونیوس پیوس ومارکوس اورلیوس.
- پدیدار شدن پادشاهی آکسوم.
- ۱۲۰-۱۵۰ (میلادی)؛ کوچ بلغارها به اروپا.
- ۱۲۲-۱۳۲ (میلادی)؛ ساخت دیوار هادریان در بریتانیا.
- ۱۳۲-۱۳۵ (میلادی)؛ شورش بار کوخبا بر روم.
- ۱۴۴ (میلادی)؛ رد مارسیون از سوی کلیسای رم، پیدایش مارسیونیسم.
- ۱۶۷-۱۷۵ (میلادی)؛ نخستین جنگ مارکومان‌ها.
- ۱۷۸-۱۸۰ (میلادی)؛ دومین جنگ مارکومان‌ها (نمایش داده‌شده در فیلم گلادیاتور)
- ۱۸۴؛ شورش کلاه‌زردها در چین.

## چهره‌های برجسته
- اکیوه بزرگ دانایان یهود.
- یهودا هه‌نسی فرمانروای یهودیان.
- کومودوس امپراتور روم.
- گالن نویسنده پزشکی.
- ایرنئوس دومین اسقف لیون.
- یوونال شاعر هزل‌گوی رومی.
- مونتانوس مرتد مسیحی.
- ناگارجونا پایه‌گذار بودایی‌گراییِ مادهیاماکا.
- پلینی کهتر.
- پلوتارک.
- بطلمیوس ستاره‌شناس و جغرافیادان یونان.
- سپتیمیوس سوروس امپراتور روم.
- سوئتونیوس تاریخنگار رومی.
- والنتینوس عارف نامدار مسیحی.
- شانگ دائولینگ زاهد تائوئیست.

## نوآوری‌ها و یافته‌ها
- ساخت کاغذ به دست تسای لون در چین.
- بطلمیوس فهرستی از ستارگانی که با چشم نامسلح دیده‌می‌شوند را گرد آورد.

## دهه‌ها و سال‌ها
‎

## منبع
- نویسندگان ویکی‌پدیای انگلیسی، 2nd century. (نسخه ۳۰ مه ۲۰۰۷)

| هزاره | سده   | سده   | سده   | سده   | سده   | سده   | سده   | سده   | سده   | سده   |
| ----- | ----- | ----- | ----- | ----- | ----- | ----- | ----- | ----- | ----- | ----- |
| ۹ پ‌م: | ۹۰ پ‌م | ۸۹ پ‌م | ۸۸ پ‌م | ۸۷ پ‌م | ۸۶ پ‌م | ۸۵ پ‌م | ۸۴ پ‌م | ۸۳ پ‌م | ۸۲ پ‌م | ۸۱ پ‌م |
| ۸ پ‌م: | ۸۰ پ‌م | ۷۹ پ‌م | ۷۸ پ‌م | ۷۷ پ‌م | ۷۶ پ‌م | ۷۵ پ‌م | ۷۴ پ‌م | ۷۳ پ‌م | ۷۲ پ‌م | ۷۱ پ‌م |
| ۷ پ‌م: | ۷۰ پ‌م | ۶۹ پ‌م | ۶۸ پ‌م | ۶۷ پ‌م | ۶۶ پ‌م | ۶۵ پ‌م | ۶۴ پ‌م | ۶۳ پ‌م | ۶۲ پ‌م | ۶۱ پ‌م |
| ۶ پ‌م: | ۶۰ پ‌م | ۵۹ پ‌م | ۵۸ پ‌م | ۵۷ پ‌م | ۵۶ پ‌م | ۵۵ پ‌م | ۵۴ پ‌م | ۵۳ پ‌م | ۵۲ پ‌م | ۵۱ پ‌م |
| ۵ پ‌م: | ۵۰ پ‌م | ۴۹ پ‌م | ۴۸ پ‌م | ۴۷ پ‌م | ۴۶ پ‌م | ۴۵ پ‌م | ۴۴ پ‌م | ۴۳ پ‌م | ۴۲ پ‌م | ۴۱ پ‌م |
| ۴ پ‌م: | ۴۰ پ‌م | ۳۹ پ‌م | ۳۸ پ‌م | ۳۷ پ‌م | ۳۶ پ‌م | ۳۵ پ‌م | ۳۴ پ‌م | ۳۳ پ‌م | ۳۲ پ‌م | ۳۱ پ‌م |
| ۳ پ‌م: | ۳۰ پ‌م | ۲۹ پ‌م | ۲۸ پ‌م | ۲۷ پ‌م | ۲۶ پ‌م | ۲۵ پ‌م | ۲۴ پ‌م | ۲۳ پ‌م | ۲۲ پ‌م | ۲۱ پ‌م |
| ۲ پ‌م: | ۲۰ پ‌م | ۱۹ پ‌م | ۱۸ پ‌م | ۱۷ پ‌م | ۱۶ پ‌م | ۱۵ پ‌م | ۱۴ پ‌م | ۱۳ پ‌م | ۱۲ پ‌م | ۱۱ پ‌م |
| ۱ پ‌م: | ۱۰ پ‌م | ۹ پ‌م  | ۸ پ‌م  | ۷ پ‌م  | ۶ پ‌م  | ۵ پ‌م  | ۴ پ‌م  | ۳ پ‌م  | ۲ پ‌م  | ۱ پ‌م  |
| ۱:    | ۱     | ۲     | ۳     | ۴     | ۵     | ۶     | ۷     | ۸     | ۹     | ۱۰    |
| ۲:    | ۱۱    | ۱۲    | ۱۳    | ۱۴    | ۱۵    | ۱۶    | ۱۷    | ۱۸    | ۱۹    | ۲۰    |
| ۳:    | ۲۱    | ۲۲    | ۲۳    | ۲۴    | ۲۵    | ۲۶    | ۲۷    | ۲۸    | ۲۹    | ۳۰    |
| ۴:    | ۳۱    | ۳۲    | ۳۳    | ۳۴    | ۳۵    | ۳۶    | ۳۷    | ۳۸    | ۳۹    | ۴۰    |